# 오하요 규슈 오키나와
오하요 규슈 오키나와(おはよう九州沖縄)은 NHK 후쿠오카 방송국에서 제작하여 방영되고 있는 아침 뉴스 정보 프로그램이다.

## 소개
오하요 규슈 오키나와(おはよう九州沖縄)은 후쿠오카현 비롯한 규슈 지방과 오키나와현 지역의 뉴스와 정보를 전해주고 있는 아침 프로그램이다.

## 방송 시간
- 월 ~ 금: 오전 7시 45분 ~ 8시(15분)
- 토: 오전 7시 30분 ~ 35분(5분)
- 일: 오전 7시 40분 ~ 45분(5분)